# Кревская операция
Кревская наступательная операция — наступательная операция 10-й русской армии в ходе Первой мировой войны, осуществленная 22 июля 1917 года с целью прорыва германской обороны. Не увенчалась успехом из-за катастрофического падения дисциплины.

## Предыстория
Ставка ещё осенью одобрила план наступления Западного фронта силами 10-й армии и содействием 2-й и 12-й армии. Ставка выделила для наступления части ТАОН и резервные части. Окончательно удар решили нанести на полосе от Кревского замка до города Сморгони. Подготовка к наступлению была очень тщательной.
Распределение артиллерии в ударных корпусах было следующим:
- 3-дюймовых полевых пушек — 432 (150 — 2-й Кавказский, 120 — 1-й Сибирский и 162 — 38-й корпуса);
- 42-линейных и 120-мм пушек — 80 (28 — 2-й Кавказский, 24 — 1-й Сибирский и 28 — 38-й корпуса);
- 45- и 48-линейных гаубиц — 60 (по 24 — 2-й Кавказский и 38-й корпуса, 12 — 1-й Сибирский корпус);
- 6-дюймовых пушек и гаубиц — 198 (70 — 2-й Кавказский, по 64 — 38-й и 1-й Сибирский корпуса);
- 8-дюймовых гаубиц — 10 (по 2 — 2-й Кавказский и 38-й корпуса, 6 — 1-й Сибирский корпус);
- 9,2-дюймовых гаубиц — 2 (38-й корпус);
- 12-дюймовых гаубиц — 6 (по 2 в каждом корпусе).

## Операция
18 июля 1917 года командующим 10-й армией получена была телеграмма главкозапа Деникина: «Приказываю завтра, 19 июля, приступить к выполнению намеченной операции и начать артиллерийскую подготовку атаки».
В тот же день русская артиллерия открыла ураганный огонь по немецким окопам. На направлении главного удара было выпущено почти  миллион снарядов. Окопы и траншеи были полностью разрушены. 22 июля после окончания артподготовки, пехота перешла в наступление. До вечера 1-й сибирский, 38-й и 20-й армейские корпуса полностью прорвали фронт. Однако резервы отказались пойти в атаку, а прорвавшие фронт войска отошли на свои прежние позиции, наступление остановилось.

## Итоги
В итоге наступление захлебнулось. На совещании в Ставке 16 (29) июля главнокомандующий Западного фронта генерал А. И. Деникин докладывал:
Части двинулись в атаку, прошли церемониальным маршем две, три линии окопов противника и… вернулись в свои окопы. Операция была сорвана. Я на 19-вёрстном участке имел 184 батальона и 900 орудий; у врага было 17 батальонов в первой линии и 12 в резерве при 300 орудиях. В бой было введено 138 батальонов против 17, и 900 орудий против 300.
В ходе лишь одного дня наступления части 1-го Сибирского корпуса пленили 14 офицеров и 1250 рядовых, захватили 50 пулеметов и 20 бомбометов, а части 38-го корпуса пленили 10 офицеров и 650 нижних чинов.